# Haakon al IV-lea al Norvegiei
Haakon Haakonsson - în norvegiană:Håkon Håkonsson - (n. 1204, Folkenborg⁠(d), Østfold, Norvegia – d. 16 decembrie 1263, Bishop's Palace⁠(d), Scoția, Regatul Unit) a fost regele Norvegiei din 1217 până în 1263. Domnia sa a durat 46 de ani, mai mult decât orice rege norvegian dinaintea lui. Haakon s-a născut în epoca războiului civil care a tulburat Norvegia, dar domnia sa, în cele din urmă, a reușit să pună capăt conflictelor interne. La începutul domniei sale, în timpul minorității sale, rivalul său, Contele Skule Bårdsson, i-a servit ca regent.
După moartea regelui Inge al II-lea al Norvegiei din 1217, a izbucnit o dispută a succesorilor. În plus față de Haakon care câștigase sprijinul majorității membrilor din grupul birkebeiners, inclusiv pe veteranii care au servit sub tatăl și bunicul său, candidații l-au inclus și pe fiul nelegitim al lui Inge, Guttorm și fratele vitreg al lui Inge, Contele Skule Bårdsson, care a fost numit liderul împăratului din Hird, pe patul de moarte al lui Inge și a fost susținut de Arhiepiscopul de Nidaros, precum și de o parte din birkebeinersi, și de fiul lui Haakon cel Nebun, Knut Haakonsson. Cu sprijinul larg popular din Trøndelag și în vestul Norvegiei, Haakon a fost proclamat rege la Øyrating în iunie 1217. Mai târziu în același an, el a fost recunoscut ca rege la Gulating în Nergen și la Haugating. În timp ce susținătorii lui Skule se îndoiau cu privire la strămoșii regali ai lui Haakon, au renunțat în cele din urmă la rezistența deschisă asupra cadidaturii sale. Pentru ca disputa ar fi putut duce la împărțirea grupului birkebeiners, au stabilit ca Skule să devina regentul lui Haakon în timpul minorității sale.
Mama lui Haakon, Inga, a fost nevoită să demonstreze paternitatea fiului ei într-un proces în Bergen, în 1218. Rezultatul a consolidat temeiul juridic pentru regalitatea sa și a îmbunătățit relația sa cu Biserica. Legendele spun că Haakon fusese deja acceptat ca rege în 1217/1218. Skule și Haakon s-au îndepărtat unul de altul în adminitrare și Skule s-a axat în principal pe guvernarea de est a Norvegiei, după 1220, câștigând dreptul de a se pronunța în 1218 ca al treilea membru în regatul norvegian. De la 1221 - 1223, Haakon și Skule au emis separat scrisori în calitate de conducători ai Norvegiei și au menținut contacte oficiale în străinătate. În 1223 a avut loc o mare reuniune de episcopi, cleri, nobili seculari și alte figuri de rang înalt din întreaga țară, în Bergen, pentru a decide în cele din urmă dreptul la tron al lui Haakon. Alți candidați la scaunul de domnie au fost prezenți personal sau prin avocați, iar Haakon a fost în cele din urmă confirmat în unanimitate ca rege al Norvegiei de către instanța de judecată.
Ultimul rege bager, Filip Simonsson a murit în 1217. Manevra politică și militară rapidă a lui Skule a condus la o reconciliere între birkebeiner și bagler, reunificând regatul. Cu toate acestea, unele elemente de nemulțumire în rândul celor din grupul bagler au dus la găsirea unui nou pretendent regal, Sigurd Ribbung, lansând o nouă revoltă în 1219. Revolta a câștigat sprijin doar în unele părți din estul Norvegiei și au fost în imposibilitatea de a obține controlul din Viken și Opplandene, așa cum avuseseră anterior. În vara anului 1223, Skule a reușit în cele din urmă să-l forțeze pe Ribbungar să se predea. Marea reuniune de la Bergen a reînnoit împărțirea regatului norvegian cu Skule care a câștigat ulterior controlul unei treimi din nordul țării în loc de est. În 1224, Ribbung, care se afla în custodia lui Skule, a scăpat și Haakon a fost lăsat să-l înfrunte singur ca nou conducător din Norvegia de est. Skule a rămas pasiv tot restul războiului. Asigurându-și conducerea militară, Haakon l-a învins pe Ribbung printr-un război organizat exigent în următorii ani. Ca parte a campaniei, Haakon a condus o armată mare în Värmland, Suedia, în 1225, în scopul de a-i pedepsi pe locuitori pentru sprijinul acordat lui Ribbung. În timp ce Ribbung a murit în 1226, revolta a fost în cele din urmă anulată în 1227, după renunțarea ultimului lider la revoltă, fiul lui Haakon cel Nebun, Knut Haakonsson. Acest lucru l-a făcut pe Haakon să fie un monarh necontestat.
În 1263, disputa cu regele scoțian peste Hebride l-a determinat pe Haakon să inteprindă o expediție în Insule. După ce a aflat că în 1262, nobilii scoțieni au percheziționat Habride și că Alexandru al III-lea planifica să cucerească insulele, Haakon a plecat într-o expediție cu flota sa de cel puțin 120 de nave, în 1263. Flota a părăsit Bergen în iulie și a ajuns la Shetland și Orkney în luna august, unde s-au alăturat cppeteniile din Hebrides și Man. Negocierile au fost inițiate de către Alexandru, urmat de comducătorul norvegian și de cei din Scoția, însă au fost prelungite intenționat de către scoțieni. Așteptând până în septembrie/octombrie pentru ca vremea să-i creeze probleme lui Haakon, a avut loc o ciocnire între forțele norvegiene și cele scoțiene în bătălia de la Largs. Deși nedecisă și cu un impact limitat, Haakon s-a retras la Orkney pentru iarnă. O delegație a regilor irlandezi l-a invitat pe Haakon pentru a-l ajuta să scape Irlanda de coloniștii englezi, ca rege al Irlandei, însă acest lucru a fost aparent respins, fiind împotriva dorințelor lui Haakon.
Haakon și-a petrecut iarna la Palatul episcopal de la Kirkwall, Orkney, plănuind să reia campania anul viitor. În timpul șederii sale în Kirkwall, acesta s-a îmbolnăvit și a murit în primele ore a zilei de 16 decembrie 1263. Haakon a fost înmormântat în Catedrala St. Magnus în Kirkwall, iar când a venit primăvara, a fost exhumat și dus în Norvegia, unde a fost înmormântat în Catedrala veche din capitala Bergen.

## Căsătoria și copii
Haakon a avut doi copii nelegitimi cu amanta sa Kanga cea Tanara înainte de 1225:
- Sigurd (a murit in 1252)
- Cecilia (a murit in 1248)

Haakon s-a căsătorit cu Margrete Skulesdotter pe 25 mai 1225, fiica Contelui Skule Bårdsson. Cei doi au avut următorii copii:
- Olav (născut în 1226). A murit la naștere
- Haakon cel Tanar (1232 - 1257), s-a căsătorit cu Rikissa Birgersdotter, fiica Contelui suedez Birger. A fost numit rege și co-guvernator al tatălui său în 1240
- Cristina (1234 - 1262), s-a căsătorit cu infantul Filip al Castiliei, fratele lui Alfonso al X-lea al Castiliei. A murit fără copii
- Magnus al VI-lea al Norvegiei (1238 - 1280), s-a căsătorit cu Ingeborg, fiica lui Eric al IV-lea al Danemarcei. A fost numit rege și co-guvernator după moartea lui Haakon cel Tânăr. L-a succedat pe tatăl său ca rege al Norvegiei după moartea sa.